# Berufsförderungswerk Nürnberg

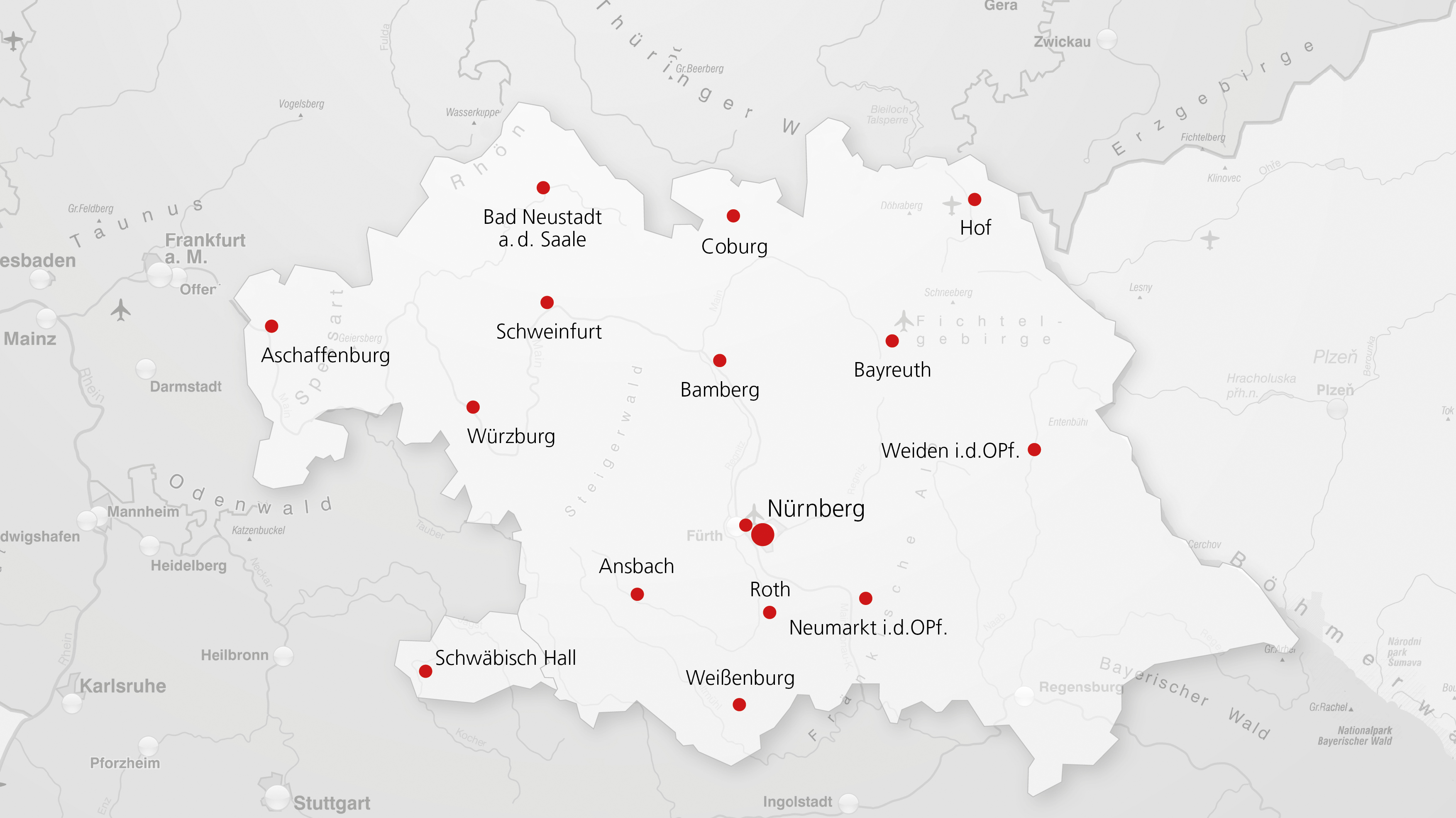
Außenstellen des BFW Nürnberg

Das Berufsförderungswerk Nürnberg gGmbH (BFW Nürnberg) ist eine Einrichtung der beruflichen Rehabilitation.
Erwachsene Menschen, die aus gesundheitlichen Gründen ihren bisherigen Beruf nicht mehr ausüben können, erlernen dort eine neue berufliche Tätigkeit. Dabei handelt es sich in der Regel um eine Berufsausbildung mit Kammerabschluss. Bei geeigneten Vorkenntnissen sind auch kürzere Qualifizierungen möglich. Ziel ist die nachhaltige Wiedereingliederung in den ersten Arbeitsmarkt.
Das Berufsförderungswerk Nürnberg wurde 1978 in Betrieb genommen und ist für Menschen im Raum Nordbayern zuständig.
Berufsförderungswerke sind im Sozialgesetzbuch IX in § 51 explizit als Leistungserbringer von Leistungen zur Teilhabe am Arbeitsleben genannt. Zielgruppe sind erwachsene Menschen. Die ebenfalls in diesem Paragraphen genannten Berufsbildungswerke (BBW) sind für die Belange von Jugendlichen zuständig, die in der Regel noch keine Erstausbildung haben.
Gesellschafter des Berufsförderungswerks Nürnberg sind:
- Deutsche Rentenversicherung Nordbayern
- Deutsche Rentenversicherung Bayern Süd
- Deutsche Rentenversicherung Schwaben
- Reha-Werk des VdK Deutschland gemeinnützige GmbH
- Sozialverband VdK Bayern e. V.

Das Berufsförderungswerk hat rund 300 Mitarbeiter in unterschiedlichen Tätigkeitsfeldern. Das Berufsförderungswerk Nürnberg ist eines von 28 Mitgliedern im Verband der Deutschen Berufsförderungswerke.

## Stationäre Maßnahmen
Hauptsitz des Berufsförderungswerks Nürnberg ist das Reha-Zentrum im Norden Nürnbergs – Ortsteil Wetzendorf.
Rund 600 Menschen erlernen dort in kaufmännischen und technischen Lernbetrieben einen von über 20 Berufen. Bis zu 370 Teilnehmer leben während dieser Zeit im Wohnbereich des Reha-Zentrums. Während ihrer Reha-Ausbildung werden die Teilnehmenden bei Bedarf von Ärzten, Sozialpädagogen und Psychologen betreut.
Die Berufsausbildung im Reha-Zentrum findet in Lernbetrieben statt. Diese bilden den Arbeitsalltag realer Firmen nach und kooperieren zu diesem Zweck mit Unternehmen. Am Ende der Ausbildung steht für die Umschüler ein Praktikum in Betrieben außerhalb des Berufsförderungswerks.

## Wohnortnahe Maßnahmen
Über Nordbayern verteilt sowie in Schwäbisch Hall unterhält das Berufsförderungswerk Nürnberg eine Vielzahl von Außenstellen zur wohnortnahen Reha, wo pro Jahr mehr als 1000 Teilnehmer betreut werden.
Die Umschüler leben während der Maßnahme in ihrem eigenen Wohnumfeld. Die Ausbildung findet wie eine Berufsausbildung in einem Betrieb in der Umgebung statt. Dabei besuchen die Teilnehmenden wie andere Azubis auch die Berufsschule. Fachpersonal in den BFW-Außenstellen unterstützt die Rehabilitanden am Anfang bei der Entscheidung für einen geeigneten Beruf, hilft bei der Lehrstellensuche und begleitet sie während der Ausbildung durch Stützunterricht, Prüfungsvorbereitung und psychosoziale Beratung bei Problemen. Die wohnortnahe Umschulung richtet sich an Menschen, die während der Ausbildung keine intensive medizinische oder psychologische Betreuung benötigen.